# Europese weg 611
De Europese weg 611 of E611 is een Europese weg die loopt van Lyon in Frankrijk naar Pont-d'Ain in Frankrijk.

## Algemeen
De Europese weg 611 is een Klasse B-verbindingsweg en verbindt het Franse Lyon met het Franse Pont-d'Ain en komt hiermee op een afstand van ongeveer 65 kilometer. De route is door de UNECE als volgt vastgelegd: Lyon - Pont-d'Ain.

## Nationale wegnummers
De E611 loopt over de volgende nationale wegnummers:
| Nummer    | Tracé             |
| Frankrijk | Frankrijk         |
| --------- | ----------------- |
|           | Lyon - Pont-d'Ain |